# Cuadratriz de Hipias
| |  |
| Imagen fija: Punto S de la cuadratriz (color rojo), en el momento que E y F han completado el 60% de sus movimientos |  |

La cuadratriz o trisectriz de Hipias (también llamada cuadratriz de Dinóstrato) es una curva que se crea mediante un movimiento uniforme. Es uno de los ejemplos más antiguos de una curva cinemática, creada a través del movimiento. Su descubrimiento se atribuye al sofista griego Hipias de Élide, quien la usó alrededor del año 420 a. C. para determinar la trisección de un ángulo (de ahí el nombre de trisectriz). Posteriormente, alrededor del año 350 a. C., Dinóstrato la usó para cuadrar el círculo (de ahí el nombre de cuadratriz).

## Definición

Cuadratriz como una curva plana (a=1)

Cuadratriz como una función (a=1)

Considérese un cuadrado ABCD con un cuarto de círculo inscrito centrado en A, de modo que el lado del cuadrado sea el radio del círculo. Sea E un punto que se desplaza con una velocidad constante en el cuarto de círculo de D a B, y sea F un punto que se desplaza con una velocidad constante de D a A sobre el segmento AD, de tal manera que F y E comienzan el movimiento en D en el mismo momento. Además E llega a B al mismo tiempo que F llega a A. Entonces, la cuadratriz se define como el lugar geométrico de la intersección de la paralela a AB trazada por el punto F,  que por tanto se va trasladando con el movimiento de F, con el segmento AE, que igualmente va girando alrededor del centro A según se traslada el punto E.
Si se coloca dicho cuadrado ABCD con longitud de lado a en el primer cuadrante de un sistema de coordenadas cartesianas con el lado AB en el eje x y el vértice A en el origen, entonces la cuadratriz se describe mediante una curva plana {\displaystyle \gamma :(0,{\tfrac {\pi }{2}}]\rightarrow \mathbb {R} ^{2}} con:
{\displaystyle \gamma (t)={\begin{pmatrix}x(t)\\y(t)\end{pmatrix}}={\begin{pmatrix}{\frac {2a}{\pi }}t\cot(t)\\{\frac {2a}{\pi }}t\end{pmatrix}}}
Si el dominio de {\displaystyle x(t)} y {\displaystyle y(t)} se extiende para incluir la recta real completa (excepto los puntos donde {\displaystyle cot(t)} es infinito), estas ecuaciones describen una familia de curvas. El dominio de {\displaystyle x(t)} puede ampliarse aún más para incluir t=0 porque {\displaystyle \lim _{t\to 0}(t\cot(t))=1}. Si se define {\displaystyle x(0)=1}, la curva es continua para {\displaystyle (-\pi <t<\pi )}.
Para describir la cuadratriz como una función simple en lugar de como una curva plana, es ventajoso cambiar el eje y y el eje x, es decir, colocar el lado AB en el eje y en lugar de en el eje x. Entonces la cuadratriz viene dada por la siguiente función:
{\displaystyle f(x)=x\cdot \cot \left({\frac {\pi }{2a}}\cdot x\right)}

## Trisección angular

Compás para dibujar una cuadratriz

Trisección de un ángulo

La trisección de un ángulo arbitrario usando solo regla y compás es imposible. Sin embargo, si se permite utilizar la cuadratriz como una herramienta adicional, es posible dividir un ángulo arbitrario en n segmentos iguales, y por lo tanto, es posible efectuar una trisección (para n = 3). En términos prácticos, la cuadratriz se puede dibujar con la ayuda de una plantilla o un compás cuadratriz (véase el dibujo).
Dado que, según la definición de la cuadratriz, el ángulo atravesado es proporcional al segmento atravesado del lado de los cuadrados asociados que divide ese segmento del lado en n partes iguales, análogamente produce una partición del ángulo asociado también. Y dividir el segmento en n partes iguales con regla y compás es posible como se comprueba el teorema de Tales.
Para un ángulo dado BAE ( ≤ 90°) constrúyase un cuadrado ABCD sobre uno de sus lados AB. El otro tramo del ángulo interseca la cuadratriz del cuadrado en un punto G y la línea paralela al tramo AB a través de G cruza el lado AD del cuadrado en F. Ahora el segmento AF corresponde al ángulo BAE y debido a la definición de la cuadratriz cualquier división del segmento AF en n partes equidistantes produce una división correspondiente del ángulo BAE en n partes de igual tamaño. Para dividir el segmento AF en n partes equidistantes, procédase de la siguiente manera. Dibújese un rayo a con origen en A y luego dibújense n segmentos equidistantes (de longitud arbitraria) sobre él. Conéctese el punto final O del último segmento con F y dibujar líneas paralelas a OF a través de todos los puntos finales de los n − 1 segmentos restantes en AO. Estas líneas paralelas dividen el segmento AF en AD en  n segmentos equidistantes. Ahora, dibújense rectas paralelas a AB a través de los puntos finales de esos segmentos en AF. Estas líneas paralelas intersecarán a la trisectriz. Al conectar esos puntos de intersección con A se obtiene una partición del ángulo BAE en n partes de igual tamaño.
Como no todos los puntos del trisectriz pueden construirse solo con regla y compás, es realmente necesario como una herramienta adicional junto a estas anteriormente nombradas. Sin embargo, es posible construir un subconjunto denso de la trisectriz con regla y compás, por lo que si bien no puede asegurarse una división exacta de un ángulo en n partes sin una trisectrix dada, puede construir una aproximación arbitrariamente cercana de este modo.

## Cuadratura del círculo

Cuadratura de un cuarto de círculo de radio 1

Cuadrar el círculo solo con regla y compás es imposible. Sin embargo, si se permite utilizar la cuadratriz de Hipias como una herramienta de construcción adicional, la cuadratura del círculo se hace posible debido al teorema de Dinostrato, que permite convertir un cuarto de círculo en un cuadrado de la misma área. En consecuencia, un cuadrado con el doble de longitud de su lado tiene la misma área que el círculo completo.
Según el teorema de Dinóstrato, la cuadratriz divide uno de los lados del cuadrado asociado en una proporción de {\displaystyle {\tfrac {2}{\pi }}}. Para un cuarto de círculo dado con radio r se construye el cuadrado asociado ABCD con longitud de lado r. La cuadratriz se cruza con el lado AB en J con {\displaystyle \left|{\overline {AJ}}\right|={\tfrac {2}{\pi }}r}. Ahora se construye un segmento de línea JK de longitud r que es perpendicular a AB. Entonces, la línea a través de A y K interseca la extensión del lado BC en L; y según el teorema de Tales se deduce que {\displaystyle \left|{\overline {BL}}\right|={\tfrac {\pi }{2}}r}. Extendiendo AB a la derecha por un nuevo segmento, {\displaystyle \left|{\overline {BO}}\right|={\tfrac {r}{2}}} produce el rectángulo BLNO con los lados BL y BO, cuya área coincide con el área del cuarto de círculo. Este rectángulo se puede transformar en un cuadrado de la misma área con la ayuda del teorema de la media geométrica. Ahora, se extiende el lado ON mediante un segmento {\displaystyle \left|{\overline {OQ}}\right|=\left|{\overline {BO}}\right|={\tfrac {r}{2}}} y se dibuja un semicírculo a la derecha de NQ, que tiene NQ como diámetro. La extensión de BO se encuentra con el semicírculo en R y debido al teorema de Tales, el segmento OR es la altura del triángulo rectángulo QNR. Por lo tanto, se puede aplicar el teorema de la media geométrica, lo que significa que OR forma el lado de un cuadrado OUSR con la misma área que el rectángulo BLNO, y por lo tanto, con la misma área que el cuarto de círculo.
Téngase en cuenta que el punto J, donde la cuadratriz se encuentra con el lado AB del cuadrado asociado, es uno de los puntos de la cuadratriz que no se puede construir solo con regla y compás y ni siquiera con la ayuda del compás basándose en la cuadratriz en la definición geométrica original (véase el dibujo). Esto se debe al hecho de que las dos líneas que se mueven uniformemente coinciden y, por lo tanto, no existe un punto de intersección único. Sin embargo, confiar en la definición generalizada de la cuadratriz como una función o curva plana permite que J sea un punto de la cuadratriz.